# Charlotte Barnum
Charlotte Cynthia Barnum (Phillipston, 17 de mayo de 1860 - Middletown, 27 de marzo de 1934) fue una matemática y activista social estadounidense, y la primera mujer en recibir un doctorado en matemáticas de la Universidad Yale.

## Infancia y educación
Barnum fue la tercera de los cuatro hijos de Charlotte Betts (1823–1899) y su esposo el reverendo Samuel Weed Barnum (1820–1891). La educación era importante en su familia: dos tíos habían recibido títulos médicos de Yale y su padre se había graduado allí con un bachiller universitario en letras (Bachellor of Arts) y un bachillerato en Divinidad. Sus hermanos Samuel y Thomas se graduaron en Yale, y su hermana Clara asistió a la escuela de posgrado de Yale después de licenciarse en el Vassar College.
Tras graduarse en el instituto Hillhouse High School en New Haven, Connecticut, Barnum asistió al Vassar College, donde se graduó en 1881. De 1881 a 1886, enseñó en una escuela preparatoria para niños, la Betts Academy, en Stamford, Connecticut y en el Hillhouse High School. También realizó trabajos informáticos para el Observatorio de Yale entre 1883 y 1885 y trabajó en una revisión del Sistema de Mineralogía de James Dwight Dana. De 1886 a 1890, fue redactora editorial del diccionario del lexicógrafo estadounidense Noah Webster titulado An American Dictionary of the English Language, y luego enseñó astronomía en el Smith College durante el año académico 1889-1890.
En 1890, solicitó realizar estudios de posgrado en la Universidad Johns Hopkins, pero fue rechazada porque no aceptaban mujeres. Ella persistió y, con el apoyo del astrónomo Simon Newcomb, profesor de matemáticas en la universidad, obtuvo la aprobación para asistir a conferencias sin inscripción y sin cargo. Dos años más tarde, se mudó a New Haven para realizar sus estudios de posgrado en la Universidad Yale. En 1895, fue la primera mujer en recibir un doctorado en matemáticas de esa institución, con su tesis titulada "Functions Having Lines or Surfaces of Discontinuity". La identidad de su asesor no está clara en el registro.

## Trayectoria
Tras obtener su doctorado, Barnum enseñó en el Carleton College de Northfield (Minnesota) durante un año. A continuación, dejó el mundo académico y se dedicó a la matemática aplicada civil y gubernamental y al trabajo editorial durante el resto de su carrera. En 1898, ingresó en la American Academy of Actuaries y, hasta 1901, trabajó como informática actuarial para las compañías de seguros Massachusetts Mutual Life Insurance Company, en Springfield, y Fidelity Mutual Life Insurance Company, en Filadelfia.
En 1901, se trasladó a Washington D. C. para trabajar como computadora para el Observatorio Naval de los Estados Unidos. Posteriormente, realizó el mismo trabajo para la división de mareas del US Coast and Geodetic Survey hasta 1908 y luego fue asistente editorial en la sección de estudios biológicos del Departamento de Agricultura de los Estados Unidos hasta 1913.
Dejó el empleo gubernamental y regresó a New Haven en 1914, donde realizó trabajos editoriales para las Expediciones Peruanas de Yale, la secretaría de la Universidad Yale y la Yale University Press.
A partir de 1917 trabajó en varias organizaciones e instituciones académicas de Connecticut, Nueva York y Massachusetts como editora, actuaria y profesora. Durante toda su vida participó en organizaciones y actividades sociales y benéficas. En 1934, murió en Middletown, Connecticut, de meningitis a la edad de setenta y tres años.

## Membresías
- Una de las primeras mujeres miembros de la American Mathematical Society[5]
- Miembro, Academia Estadounidense de Actuarios (AAAS)[2]
- Miembro, Asociación Estadounidense para el Avance de la Ciencia[4]
- Miembro de exalumnas, capítulo de Vassar College de Phi Beta Kappa[4]
- Comisión Legislativa Conjunta de Mujeres (por la igualdad de derechos)[2]
- Conferencia Nacional de Caridades (ahora la Conferencia Nacional de Bienestar Social)[2]

## Publicaciones
- 1911: “The Girl Who Lives at Home: Two Suggestions to Trade Union Women,” (Life and Labor, Volume 1, 1911) p. 346.[6]